# 石淙头村
石淙头村，是中华人民共和国山西省晋城市高平市周村镇下辖的一个村。
2014年11月25日，石淙头村公布为第三批中国传统村落。
2019年1月21日，石淙头村公布为第七批中国历史文化名村。